# Svojetín
Svojetín é uma comuna checa localizada na região da Boêmia Central, distrito de Rakovník.